# أروى أحمد
أروى أحمد مغنية إماراتية.

## مسيرتها
دخلت الاستوديو لأول مره في عام 2005 م من خلال اوبريت خليجنا أفضل والذي كان عباره عن لوحات ترحيبية بوفود دول الخليج القادمة للمشاركة في المنتدى الرابع لشابات الخليج التابع للحركة الكشفية. في نفس العام، تقدّمت الشاعرة اروى أحمد للمشاركة في مسابقة مهرجان الشعر النبطي الطلابي الخليجي الأول وحازت على المركز الأول بقصيدة وطنية تحمل عنوان أم الشباب. في عام 2006 م، تم اختيار الشاعرة اروى أحمد من قبل لجنة مختصة في الشعر للمشاركة في مسابقة داماس للمواهب الشعرية وحازت على المركز الأول عن القصيدة التي تحمل عنوان خليفـة. أما في عام 2007 م، قدّمت الفنانة اروى أحمد اغنيتان خاصة (ارجوك ابعد - ادوّر الراحة) سجّلت بطريقة الجلسة وكانت من صياغة وابداع الفنان علي قدري كلمة ً ولحنا ً. في عام 2008 م تقدّمت الشاعرة اروى أحمد للمشاركة في مسابقة المواهب الشعرية التي نظمها نادي الكلمة في جامعة الشيخ زايد في دبي، وحازت أيضا ً على المركز الأول وتم تكريمها من قبل الشاعرة شجون الظبيانية. في عام 2009 م تقدّمت اروى للمشاركة في مسابقة نجوم الخليج للنسخه الخامسة وقد اثارت اعجاب لجنة التحكيم بشكل مثير وقد تغّنت معها الفنانة رباب طربا ً لصوتها وتم إجازتها فورا ً. قدّمت النجمة والفنانه اروى كثير من الابداعات خلال مشاركتها في المسابقة ولا ننسى اللحظة التاريخية التي تحدّث عنها الجميع، حين وقفت الفنانة القديرة والتاريخ الفني رباب احتراما وتقديرا لصوت وادب وطرب اروى على المسرح معلنةً بأنها القنبلة الفنية القادمة في دولة الإمارات والوطن العربي اجمع وتعتبر هذه البداية الفعليه لها.

## المشاركات
- برنامج سهارى على إذاعة إمارات اف ام - 2010م
- جلسات عيد الفطر لصالح قناة حواس - 2010م
- لقاء برنامج مجلس نساء عبر فضائية أبو ظبي - 2011م
- احتفالات قرية العين التراثيه بمناسبة اليوم الوطني لدوله الإمارات العربية المتحدة - 2010
- احتفالات قرية أبو ظبي التراثيه بمناسبة اليوم الوطني لدوله الإمارات العربية المتحدة - 2010
- احتفالات قرية العين التراثيه في نادي الهواة بمناسبة الافتتاح - 2011
- جلسات إمارات اف ام ودو بمشاركة الفنان جاسم محمد - 2011
- ختام برنامج راعي الشلة 4 على قنوات نجوم 2011

## الأعمال الخاصة
2009 م:
- أغنية وطنيه تحمل عنوان دار العز - دويتو مع الفنان ناصر السعدي

كلمات سمو الشيخ محمد بن سلطان آل نهيان - الحان وليد الشامي
2010 م:
- أغنية ساكن بوظبي (كلمات سيف الشامسي - الحان خالد محمد)
- أغنية وطنيه بعنوان تبسّمت البلاد (كلمات سيف الشامسي - الحان علي كانو)
- أغنية ياشوق (كلمات فتاة العرب - الحان من التراث)
- أغنية وطنيه بعنوان فداج القلب (كلمات سيف الشامسي - الحان علي كانو)
- اوبريت وطني بعنوان إمارات النجوم بمشاركة الفنانة اريام والفنانه اليازيه محمد والفنانه ميثه (كلمات سالم سيف الخالدي - الحان سعيد الخميري) وتم تصويره على طريقة الفيديوكليب من إنتاج مؤسسة أبو ظبي للإعلام
- اوبريت وطني بعنوان رحلة الإمارات (كلمات والحان سيف فاضل)

تم تقديمة في قرية العين التراثية وتضمّن عدة لوحات فنيه بمشاركات طالبات مدرسة فيلاديلفيا ويعتبر هذا الاوبريت الاوّل من نوعه في دولة الإمارات - باللغة العربية الفصحى
2011 م:
- أغنية مسكين (كلمات محمد سعيد الضنحاني - الحان علي كانو)

تم تصويرها على طريقة الفيديوكليب وتعرض حصريا على قناة حواس
- أغنية سفير الحب (كلمات والحان: سعيد الكعبي)

تم تقديمها في ختام برنامج راعي الشلة 4 على قنوات نجوم
- أغنية صوت النسا (كلمات والحان: سعيد الكعبي)

تم تقديمها في عيد الفطر المبارك